# Różnobarwność tęczówki
Różnobarwność tęczówki (łac. heterochromia iridis) i różnobarwność tęczówek (łac. heterochromia iridum) – zaburzenia rozwoju, polegające na różnicach w rozmieszczeniu barwnika w obrębie różnych obszarów tęczówki jednego oka bądź różnym zabarwieniu tęczówki jednego i drugiego oka.
Ta drobna wada wrodzona występuje zarówno u ludzi, jak i u zwierząt, jako izolowana cecha dysmorficzna albo składowa zespołów wad wrodzonych.